# The Good Witch
The Good Witch — второй студийный альбом английской певицы и автора-исполнителя Мэйси Питерс. Он был выпущен 23 июня 2023 года лейблами Gingerbread Man Records и Asylum Records.
При создании альбома Питерс черпала вдохновение из греческой мифологии и описала его как «извращённую версию» о расставании. Она писала альбом в течение года во время гастролей и сказала, что хронологический трек-лист является отражением её карьерных взлётов и личных падений.

## Общая информация
"Это моё сердце и душа, моя кровь на странице, собрание историй, которые мне удалось запечатлеть за последний год. Настоящая хроника моей жизни за последнее время. [...] Она петляет и извивается между реальным и сюрреалистическим, и в ней сосредоточена моя собственная вселенная, в которой я, конечно, хранительница ключей и держательница карт - добрая ведьма, если хотите. Она переходит от светлого к тёмному одним щелчком выключателя и, я надеюсь, увлечёт вас в путешествие, в конце которого вы почувствуете, что ненадолго заблудились на чужой планете".— Питерс размышляет о создании  The Good Witch после анонса альбома
Питерс надеялась, что люди заметят зрелость, появившуюся в её песнях между The Good Witch и её дебютным альбомом You Signed Up for This (2021).
Во время работы над альбомом Питерс вдохновлялась своим ранним фолк- и авторско-песенным стилем музыки. Она также вдохновлялась греческой мифологией, написанной с женской точки зрения. Она сказала, что проект выступает как её «извращённая версия» альбома о расставании с хронологическим списком треков, в котором песни исследуют «поиск баланса между карьерными взлётами и личными падениями». Когда её спросили, почему она выбрала название The Good Witch, Питерс ответила: «Когда я размышляла о темах этого альбома, мне показалось, что есть много слов, которые также являются синонимами доброй ведьмы, мне понравилась сила в доброй ведьме и женственность, опасность, она кажется какой-то угрожающей. Мне кажется, что это интересный способ описать себя, особенно для молодой женщины. Мне нравится разрушение, которое она предлагает, и сила, которую она даёт». Она надеется, что альбом будет долгое время оставаться в памяти слушателей после его выхода, так же, как, по её мнению, это сделал альбом Лорд 2017 года Melodrama. Питерс сказала, что The Good Witch не похож на Melodrama в звуковом отношении, но она надеется, что сможет повторить его культурную значимость.

## Продвижение и релиз
В преддверии выхода альбома Питерс разместила на своих страницах в социальных сетях различные карты таро, каждая из которых представляла один из треков альбома. Она объяснила, что хочет, чтобы слушатели поняли смысл песен, а также увидели процесс их создания. Первоначально было объявлено, что альбом выйдет 16 июня 2023 года. Позже дата выхода была перенесена на неделю вперёд, на 23 июня 2023 года. Питерс извинилась за задержку и пошутила, что альбом будет лучше работать как Рак.
27 октября 2023 года Питерс выпустила делюксовое издание The Good Witch, включающее шесть новых песен, которые, по её словам, «проскочили мимо».

### Синглы
Первый сингл альбома, «Body Better», был выпущен в январе 2023, до анонса альбома 15 февраля того же года. Второй сингл, «Lost the Breakup», был выпущен 4 апреля 2023 года для дальнейшего продвижения альбома. Третий сингл, «Two Weeks Ago», фолк-поп-баллада с бэк-вокалом подруги Гретты Рей, был выпущен 26 мая 2023 года. «Run» был выпущен как четвёртый сингл вместе с альбомом, 23 июня.

### Туры

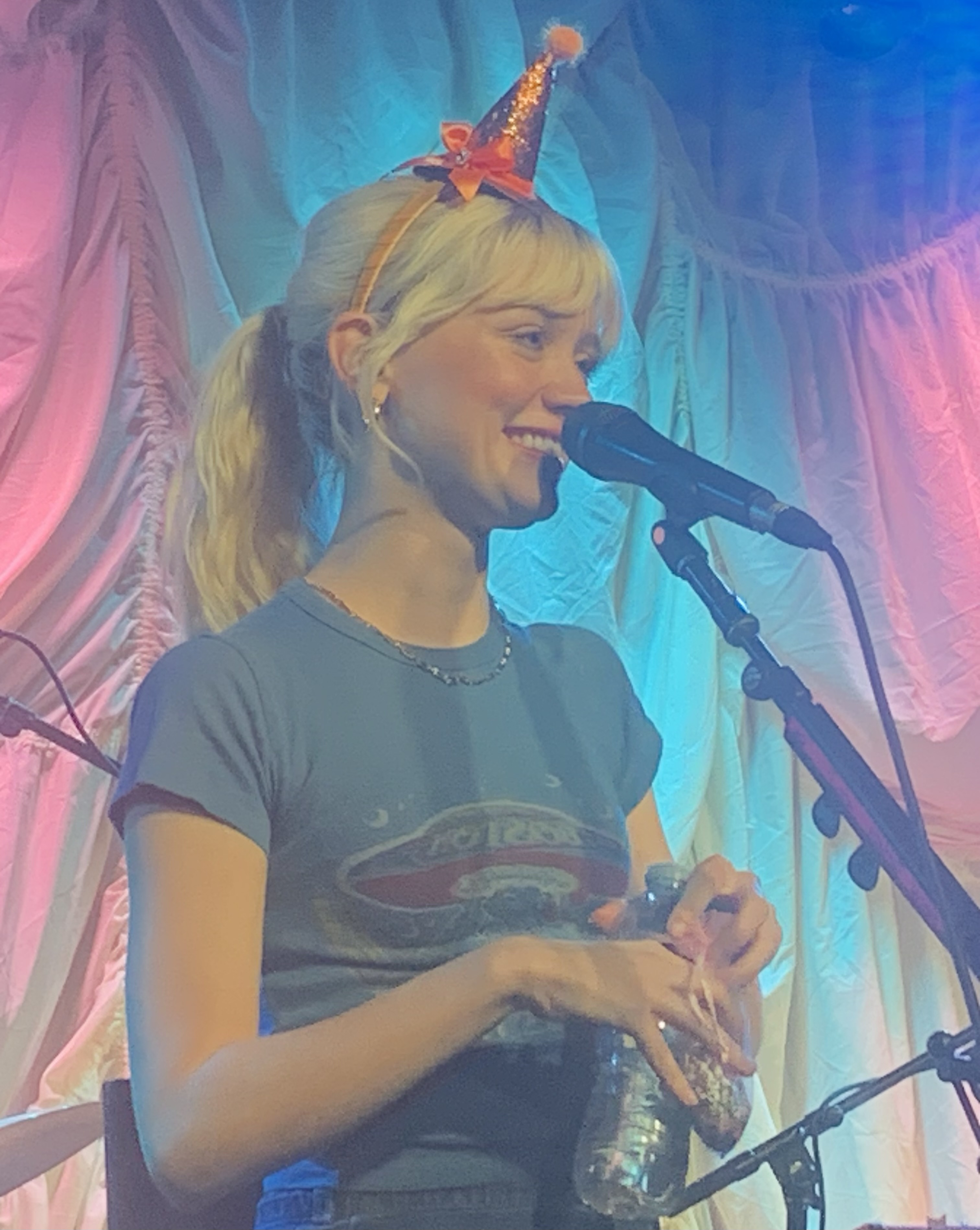
Питерс во время выступления в рамках тура

В день выхода «Two Weeks Ago» Питерс объявила об акустическом туре в поддержку альбома под названием An Evening with the Good Witch, в рамках которого она посетит различные небольшие заведения по всей Великобритании в июне 2023 года. В день выхода альбома она выступила на Pyramid Stage на фестивале Гластонбери. Летом 2023 года Питерс собирается отправиться в турне по Соединённым Штатам и Канаде, выступая в качестве хедлайнера на собственных концертах, а также разогревая Эда Ширана, после чего вернётся в Великобританию и Ирландию для серии концертов в октябре и ноябре, которые завершатся её первым выступлением в качестве хедлайнера на арене Уэмбли. В марте 2024 года она даст три концерта в Австралии.

## Оценки критиков
| Совокупная оценка    | Совокупная оценка |
| Источник             | Оценка            |
| -------------------- | ----------------- |
| AnyDecentMusic?      | 7.2/10            |
| Metacritic           | 76/100            |
| Оценки критиков      |                   |
| Источник             | Оценка            |
| The Arts Desk        | [ 19 ]            |
| DIY                  | [ 20 ]            |
| Evening Standard     | [ 21 ]            |
| The Independent      | [ 22 ]            |
| The Line of Best Fit | 7/10              |
| MusicOMH             | [ 23 ]            |
| The Telegraph        | [ 24 ]            |

На сайте Metacritic, который присваивает нормализованный балл из 100 для оценок от изданий, альбом получил в среднем 76 баллов на основе 7 рецензий, что указывает на «в целом благоприятные отзывы».
Джеймс Холл из The Daily Telegraph описал альбом как «умную, правдоподобную музыку расставания для слушателей поколения Z» и отметил влияние Тейлор Свифт на музыку Питерс, заявив, что «сходство [с музыкой Свифт] очевидно с самого начала». В положительных отзывах Шери Амур из The Arts Desk написала, что «The Good Witch» ставит Питерс «в один ряд с гениальными поп-мейкерами» , а Сара Джеймисон из DIY описала альбом как «ещё более цельный и отшлифованный», чем её дебютный.

## Коммерческий прорыв
The Good Witch дебютировал на первом месте в чарте альбомов Великобритании, разойдясь тиражом 20 760 экземпляров за первую неделю и став первым альбомом Питерс, попавшим в чарт в этой стране. Проданный за первую неделю в США в количестве 7 000 эквивалентных альбомных единиц по данным Luminate, The Good Witch стал первым в истории альбомом Питерс, попавшим в чарты Billboard Heatseekers Albums и Billboard Top Album Sales.

## Список композиций
| №                   | Название                                    | Автор(ы)                              | Продюсер(ы)         | Длительность |
| ------------------- | ------------------------------------------- | ------------------------------------- | ------------------- | ------------ |
| 1.                  | «The Good Witch»                            | Мэйси Питерс Джо Рубел                | Рубел               | 2:37         |
| 2.                  | «Coming of Age»                             | Питерс Туве Борман Эльвира Андерфьярд | Андерфьярд          | 2:40         |
| 3.                  | «Watch»                                     | Питерс Оскар Гёррес                   | Гёррес              | 3:13         |
| 4.                  | «Body Better»                               | Питерс Матиас Теллес Айнез Данн       | Теллес              | 3:09         |
| 5.                  | «Want You Back»                             | Питерс Рубел                          | Рубел               | 3:24         |
| 6.                  | «The Band and I»                            | Питерс Эндрю Хаас Иэн Франзино Данн   | Afterhrs            | 3:55         |
| 7.                  | «You're Just a Boy (and I'm Kinda the Man)» | Питерс Теллес                         | Теллес              | 3:05         |
| 8.                  | «Lost the Breakup»                          | Питерс Оскар Гёррес                   | Гёррес              | 3:09         |
| 9.                  | «Wendy»                                     | Питерс Брэд Эллис Джез Ашерст Рубел   | Рубел               | 3:18         |
| 10.                 | «Run»                                       | Питерс Бен Эш Данн                    | Two Inch Punch      | 2:49         |
| 11.                 | «Two Weeks Ago»                             | Питерс Брэд Эллис Ашерст              | Эллис Ашерст        | 2:59         |
| 12.                 | «BSC»                                       | Питерс Эллис Ашерст Рубел             | Рубел               | 2:41         |
| 13.                 | «Therapy»                                   | Питерс Чарли Мартин Джо Хасли         | The Nocturns        | 2:57         |
| 14.                 | «There It Goes»                             | Питерс Теллес Миранда Купер           | Теллес              | 3:45         |
| 15.                 | «History of Man»                            | Питерс Рубел                          | Рубел               | 3:28         |
| Общая длительность: | Общая длительность:                         | Общая длительность:                   | Общая длительность: | 47:17        |

| №                   | Название                 | Автор(ы)                 | Продюсер(ы)         | Длительность |
| ------------------- | ------------------------ | ------------------------ | ------------------- | ------------ |
| 16.                 | «Body Better» (Acoustic) | Питерс Теллес Айнес Данн | Теллес              | 3:16         |
| Общая длительность: | Общая длительность:      | Общая длительность:      | Общая длительность: | 50:37        |

| №                   | Название            | Автор(ы)                      | Продюсер(ы)         | Длительность |
| ------------------- | ------------------- | ----------------------------- | ------------------- | ------------ |
| 16.                 | «Holy Revival»      | Питерс Андерфьярд             | Андерфьярд          | 2:54         |
| 17.                 | «Yoko»              | Питерс Джон Грин              | Грин                | 4:14         |
| 18.                 | «The Song»          | Питерс Теллес                 | Теллес              | 2:25         |
| 19.                 | «Guy On a Horse»    | Питерс Андерфьярд Бёрман      | Андерфьярд          | 2:25         |
| 20.                 | «Truth Is»          | Питерс Данн Теллес            | Теллес              | 3:17         |
| 21.                 | «The Last One»      | Питерс Хенрик Михельсен Купер | Михельсен           | 3:59         |
| Общая длительность: | Общая длительность: | Общая длительность:           | Общая длительность: | 66:31        |

| №                   | Название            | Автор(ы)            | Продюсер(ы)         | Длительность |
| ------------------- | ------------------- | ------------------- | ------------------- | ------------ |
| 22.                 | «Bit Bitter»        | Питерс Рубел        | Rubel               | 2:00         |
| Общая длительность: | Общая длительность: | Общая длительность: | Общая длительность: | 68:31        |

## Участники записи
Музыканты
- Мэйси Питерс — вокал (все треки), бэк-вокал (треки 1-3, 5, 8, 9, 12, 15), ударные (9), гитара (12)
- Джо Рубел — программирование ударных (1, 5, 6, 9, 12, 15), клавишные (1, 9, 12, 15), бэк-вокал (1), бас-гитара (5, 12), фортепиано (5), гитара (9, 12, 15), программирование (9)
- Джек Гири — ударные (1, 4-7, 12, 14), тарелки (1, 5, 6, 12, 14), бэк-вокал (1)
- Гретта Рей[англ.] — бэк-вокал (1, 4, 11, 15)
- Джейми Макэвой — программирование (1, 5, 12, 15)
- Кристина Хизон — фортепиано (1, 6, 12, 15), клавишные (1, 12, 15), скрипка (1, 15), бэк-вокал (12)
- Джессика Скотт — бэк-вокал (1)
- Эбигейл Латип — бэк-вокал (1)
- Кейтлин Каннинг — бэк-вокал (1)
- Доминик Фрауд — бэк-вокал (1)
- Ханна Лейтон Джойс — бэк-вокал (1)
- Инес Данн — бэк-вокал (1)
- Стюарт Куиннелл — бэк-вокал (1)
- Тина Хизон — бэк-вокал (1)
- Вера Хайм — бэк-вокал (1)
- Чарли Хэвенс — тарелки, барабаны (1)
- Элла Рентон — флейта (1)
- Бобби Хейвенс — перкуссия (1)
- Эльвира Андерфьярд[англ.] — бэк-вокал, бас-гитара, ударные, гитара, клавишные, программирование (2)
- Оскар Гёррес[англ.] — бэк-вокал, бас-гитара, ударные, гитара, клавишные, программирование (3, 8)
- Матиас Теллес[англ.] — бас-гитара, ударные, перкуссия, программирование, синтезатор (4, 7, 14); программирование (4, 7, 14), фортепиано (4, 14), виолончель (4), гитара (7, 14), бэк-вокал (14)
- Джоэл Пит — педальная слайд-гитара (4, 7), гитара (6, 15)
- Эд Ширан — бэк-вокал (5)
- Мэтт Глэсби — программирование (5)
- Afterhrs — бас-гитара, гитара, программирование (6)
- Two Inch Punch[англ.] — бас-гитара, ударные, гитара, клавишные, синтезатор (10)
- Джез Ашерст[англ.] — акустическая гитара, банджо, фортепиано, программирование (10); гитара, клавишные (12)
- Роберт Эш — гитара (10)
- Рэйчел Ландер — виолончель (11)
- Энди Маршалл — контрабас (11)
- Брэд Эллис — ударные, клавишные, программирование (11)
- Кирсти Манган — струнная аранжировка, скрипка (11)
- Гэри Помрой — альт (11)
- Мэтью Уорд — скрипка (11)
- Чарли Мартин — ударные, гитара, клавишные, программирование (13)
- Джо Хаусли — гитара (13)

Технический персонал
- Стюарт Хоукс — мастеринг
- Марк «Спайк» Стент — микширование
- Джо Рубель — звукорежиссёр (1, 5, 9, 12, 15)
- Джейми МакЭвой — звукорежиссёр (1, 5, 6, 9, 12, 15)
- Роберт Селленс — звукорежиссёр (1, 5, 9, 12, 15)
- Маттиас Теллес — звукорежиссёр (4, 7)
- Мэтт Глэсби — звукорежиссёр (5, 11), звукорежиссёр ударных (7)
- Джефф Ганнелл — звукорежиссёр (6)
- Two Inch Punch — звукорежиссура (10)
- Чарли Мартин — звукорежиссёр (13)
- Джо Хаусли — звукорежиссёр (13)
- Габ Струм — звукорежиссёр (15)
- Маркус Локок — техника ударных (14)
- Мэтт Волах — помощь в микшировании
- Трис Эллис — помощь в звукорежиссуре (1, 5, 6, 9, 12, 15)
- Джейми Спросен — помощь в звукорежиссуре (14)

## Чарты
| Чарт (2023-2024)                       | Высшая позиция |
| -------------------------------------- | -------------- |
| Австралия (ARIA)                       | 4              |
| Бельгия/Фландрия (Ultratop)            | 127            |
| Хорватия (HDU)                         | 22             |
| Нидерланды (Album Top 100)             | 90             |
| Германия (Offizielle Top 100)          | 18             |
| Венгрия (MAHASZ)                       | 40             |
| Ирландия (IRMA)                        | 7              |
| Новая Зеландия (RMNZ)                  | 9              |
| Шотландия (Scottish Albums Chart)      | 1              |
| Великобритания (UK Albums Chart)       | 1              |
| США (Billboard Top Heatseekers Albums) | 4              |
| США (Billboard Top Album Sales)        | 35             |

## Сертификации
| Регион                                                                      | Сертификация | Продажи |
| --------------------------------------------------------------------------- | ------------ | ------- |
| Великобритания (BPI)                                                        | Серебряный   | 60 000  |
| Данные о продажах + прослушиваниях приведены только на основе сертификации. |              |         |

## История релиза
| Страна         | Дата         | Формат(ы)                       | Издания           | Лейбл                  | Источник |
| -------------- | ------------ | ------------------------------- | ----------------- | ---------------------- | -------- |
| Различные      | 23 июня 2023 | Кассета CD бокс-сет LP стриминг | Standard          | Gingerbread Man Asylum | [ 41 ]   |
| Различные      | 23 июня 2023 | LP                              | Alternative Cover | Gingerbread Man Asylum | [ 42 ]   |
| Великобритания | 23 июня 2023 | Кассета CD бокс-сет LP          | Armageddon Orange | Gingerbread Man Asylum | [ 43 ]   |